# 讃甘神社
讃甘神社（さのもじんじゃ）は岡山県美作市宮本にある神社。智頭往来に面して建つ。旧社格は郷社で神饌幣帛料供進神社。神木は杉と槻。

## 縁起
創建は不詳であるが現在地に遷し奉られたのは天正年間（1573年 - 1592年）で、旧讃甘郷中の総鎮守として荒牧大明神と称していた。明治6年（1873年）2月に郷社に列格されたときに現在の神社名に改称した。
宮本武蔵が幼年の時に当神社の太鼓をうつ二本の撥の音が左右の均等であることに感嘆したと云われ、この記憶が後年の二天一流の発想に繋がったとされる。

## 祭神
- 主祭神 - 大己貴命（大国主命）
- 味耕高彦根命
- 事代主命

## 境内
- 本殿 - 梁間一間半、桁行二間、江戸時代末期（1850年）改築
- 拝殿 - 梁間二間、桁行二間半
- 神子七社（庚申社・稲荷社・荒神二社・天神社）

## 交通アクセス
- 智頭急行智頭線 宮本武蔵駅 徒歩15分